# Đorđe Perišić
Đorđe Perišić (* 6. Mai 1941 in Kotor) ist ein ehemaliger jugoslawischer Schwimmer und Wasserballspieler. Er gewann bei Olympischen Spielen eine Goldmedaille im Wasserball.

## Karriere
Der 1,91 Meter große Đorđe Perišić spielte bei VK Partizan Belgrad, dem vielfachen jugoslawischen Wasserball-Meister.
Seine internationale Karriere begann Perišić allerdings als Schwimmer. Bei den Olympischen Spielen 1960 in Rom erreichte er das Halbfinale über 200 Meter Brust mit der siebtbesten Vorlaufzeit. Drei Tage später schied er abgeschlagen im Halbfinale aus. Die jugoslawische 4-mal-100-Meter-Lagenstaffel mit Mihovil Dorčić, Đorđe Perišić, Veljko Rogošić und Janez Kocmur schwamm die 13. Vorlaufzeit.
Danach konzentrierte sich Đorđe Perišić auf Wasserball. 1967 siegte er mit der jugoslawischen Nationalmannschaft bei den Mittelmeerspielen in Tunis vor den Italienern und den Spaniern.
1968 bei den Olympischen Spielen in Mexiko-Stadt belegten die Jugoslawen in ihrer Vorrundengruppe den zweiten Platz hinter den Italienern. Nach einem 8:6-Halbfinalsieg über die Ungarn siegten die Jugoslawen im Finale mit 13:11 gegen die Mannschaft aus der Sowjetunion. Perišić warf im Turnierverlauf sechs Tore, davon eins im Halbfinale gegen die Ungarn.
Vier Jahre später bei den Olympischen Spielen 1972 in München wurden die Jugoslawen in der Vorrunde Zweite hinter dem Team aus den Vereinigten Staaten, wobei der direkte Vergleich mit 5:3 für die US-Mannschaft endete. In der Finalrunde gewannen die Jugoslawen gegen die Mannschaft aus der BRD, spielten Unentschieden gegen die Italiener und verloren die anderen beiden Partien. Am Ende wurden die Jugoslawen Fünfte. Perišić erzielte auch bei seinen zweiten Olympischen Spielen sechs Treffer, darunter einen in der Finalrunde im Spiel gegen die deutsche Mannschaft.
2000 erhielt Đorđe Perišić den Olympischen Orden in Silber.